# Тонконог Іван Власович
Іван Власович Тонконог (народився 13 серпня 1913 в селі Селище Носівського району — помер 18 липня 1944 в Алітусі) — червоноармієць Робітничо-селянської Червоної Армії, учасник Німецько-радянської війни, Герой Радянського Союзу (1945). Гвардії старший сержант.

## Життєпис
Іван Тонконог народився 13 серпня 1913 року в родині селянина в селі Селище в Чернігівській губернії. За національністю українець. Закінчив шість класів середньої школи. Після цього поїхав до Сибіру і оселився на станції Слюдянка Іркутської області, де працював залізничним майстром. З 1934 по 1936 рік проходив службу в лавах Червоної армії. Демобілізувавшись, повернувся в Слюдянку. У 1943 був призваний в діючу армію і відправлений на 3-й Білоруський фронт .

## Подвиг
14 липня 1944 року Івана Власович з загоном бійців в числі перших форсував річку Німан в районі міста Алітус, після цього захопив плацдарм і відбивав численні атаки фашистів. 18 липня гвардії старший сержант Іван Тонконог загинув смертю хоробрих. Був похований в тому ж місті Алітус .

## Пам'ять
Іменем Тонконога були названі вулиці в його рідному селі Селище, що нині в Чернігівській області України, і в місті Слюдянці Іркутської області. Також у Слюдянці в честь героя було встановлено меморіальну дошку, його ім'я вибито на пам'ятнику слюдянцам, що не повернулися з війни. У місті Алітус його ім'я було увічнено на пам'ятнику визволителям міста .